# Befria Södern
Befria Södern, på vietnamesiska Giải phóng miền Nam,  var FNL:s sång. Text och musik skrevs av Huynh Minh Sieng. Svensk text skrevs av Ola Palmaer.